# His Three Daughters
His Three Daughters è un film del 2023 scritto, diretto e montato da Azazel Jacobs.

## Trama
Christine, Rachel e Katie sono tre sorelle poco unite che si riuniscono nuovamente dopo anni per prendersi cura del padre morente nel suo appartamento a Manhattan.

## Promozione
Il primo trailer è stato diffuso il 26 luglio 2024.

## Distribuzione
Il film è stato presentato in anteprima mondiale il 9 settembre 2023 al Toronto International Film Festival, prima di essere proiettato in distribuzione limitata nei cinema statunitensi dal 6 settembre 2024 ed essere reso disponibile sulla piattaforma Netflix il 20 settembre seguente.

## Accoglienza
Rotten Tomatoes riporta un indice di gradimento del 98% a fronte di centoquarantasette recensioni.